# 克布拉達德洛羅
克布拉達德洛羅（西班牙語：Quebrada de Loro），是巴拿馬的城鎮，位於該國西北部，由恩戈貝-布格雷特區的米羅諾區負責管轄，面積14.7平方公里，海拔高度285米，2010年人口1,616，人口密度每平方公里109.9人。